# Antrialgo
Antrialgo es una aldea que pertenece a la parroquia de Villamayor, en el concejo de Piloña, en la zona oriental de Asturias, España.

## Contexto geográfico
Se encuentra a espaldas del El Sueve, macizo calcáreo que surge junto al mar en la costa centro-oriental Asturiana, y en el que habita en estado salvaje, el caballo de raza Asturcón.

## Accesos
Se accede al pueblo por un desvío de la Carretera Nacional N-634, a la altura de Baragaña, por donde se llega al puente del pueblo antes del viejo molino, reedificado en 1987 y La Venta, caserío éste del Palacio de las Huelgas del S.XVI y conocido por casa de Arguelles, ahora propiedad de la Caja de Ahorros de Asturias.
Desde la carretera,como colgando sobre el río, se ven las viejas casuchas de la parte alta del pueblo. Dos caminos hay para llegar a lo alto del pueblo: se puede llegar al Barreu, que es así como se llama, por la Pedrerona, una ancha y empinada escalera de piedra y cómodos escalones. O bien, por el Carrilón, camino este de tránsito para los carros del país y ahora todo tipo de vehículos. Este camino llega hasta la cima de la colina del Castro, en el cual hubo un antiguo asentamiento de una torre defensiva, y desde el que se divisa la blanca y esbelta torre del Palacio de Sotiello, mandado construir por un adinerado indiano.
El antiguo y viejo puente de madera cubierto de galipote por el que se entraba al pueblo, se retiró por completo, a excepción de las seis pilastras en dónde se apoyan las vigas de hormigón del actual puente.
Paralelo al río, pasa el ferrocarril FEVE de vía estrecha al lado de la carretera nacional.

## Descripción
En Antrialgo, viven unos 80 vecinos, que en otros tiempos se dedicaban a las labores del campo.
La mayor parte de Antrialgo se encuentra en El Espinadal, que es la parte baja del pueblo, y en la que se encuentra la Escuela Pública. Desde hace tiempo, desapareció en esta zona la antigua capilla de San Benito, siendo construida en ese mismo lugar otra moderna capilla en la que se venera la imagen de Santa Marina, patrona de Antrialgo, y cuya fiesta se celebra el primer domingo de agosto, y en la que la Santina sale en procesión por el pueblo.
Unos metros más allá, se encuentran parte de las casas tradicionales, con corredor y cuadras para el cobijo de animales. En el centro de la plaza, está una panera en buen estado, y el río Piloña, rico en anguilas, lampreas y truchas atraviesa el pueblo.

## Cuevas
Cerca de una fuente del pueblo, algo alejada, se encuentra la Cueva de les Xanes. Según se cuenta, las mujeres que allí vivían, eran hermosas y extremadamente limpias, y raramente se las veía; solo cuando salían a tender sus ropas.
Al final del pueblo, se encuentra la cueva de Los Pingos. El nombre, se debe a la roca caliza de una montaña cercana al río, la cual tiene un saliente y de cuyo techo se filtra el agua lentamente, el cual cae al suelo sobre las estalagmitas.
- Datos: Q5700476